# Gunnar Andersen
Pour les articles homonymes, voir Gunnar Andersen (saut à ski) et Andersen.
Gunnar Andersen, né le 18 mars 1890 à Drøbak et mort le 25 avril 1968 à Oslo, est un footballeur norvégien. 
Il a été footballeur international norvégien entre 1911 et 1924 (46 sélections), et a joué au FC Lyn Oslo.
Il a également réalisé le record du monde de saut à ski en 1912.